# Back in Time (bài hát của Pitbull)
"Back in Time"là một ca khúc của nam rapper người Mỹ Pitbull, và cũng là đĩa đơn chính thức cho album nhạc phim Men in Black 3. Nhưng không rõ vì lý do nào, ca khúc này lại không được xuất hiện trong album."Back in Time"được phát hành kĩ thuật số vào ngày 26 tháng 3 năm 2012, trước khi đĩa CD được phát hành ở Đức vào ngày 25 tháng 5 năm 2012. Đĩa đơn đến nay đã được tiêu thụ 1.3 triệu bản.

## Biên soạn
"Back in Time"là một kết hợp của hip hop, electro và dubstep với ảnh hưởng của R&B và rock and roll từ những năm 1950. Nó có một đoạn nghỉ với các âm bass dao động thường tìm thấy trong đoạn gần cuối của các bài hát dubstep. Ca khúc còn có một đoạn nhạc mẫu lấy từ"Love Is Strange"của Mickey & Sylvia, có thể thấy rõ ở cảnh trong một thang máy trong video âm nhạc.

## Danh sách ca khúc
- Tải kỹ thuật số[3]

1. "Back in Time"– 3:25

- Đĩa đơn CD[1]

1. "Back in Time"– 3:25
2. "Back in Time"(Extended Mix) – 3:41

## Video âm nhạc
Video âm nhạc cho"Back in Time"được phát hành lần đầu tiên trên VEVO chính thức của Pitbull vào ngày 20 tháng 4 năm 2012. Một vài giờ sau khi video được đăng tải, VEVO đã xóa video này đi. Video này được đăng lại vào ngày 21 tháng 4 năm 2012 với một chút chỉnh sửa. Phiên bản này loại bỏ ba giây cuối video, do xác nhận quyền sở hữu bản quyền. Video mở đầu với cảnh Pitbull ở trong một căn phòng bị khóa kín, và một cô gái đến giải thoát anh. Họ cùng nhau ăn tối ở một nhà hàng. Sau đó, nhưng người ngoài hành tinh tấn công nhà hàng đó, và cô gái kia đã bắn chúng bằng khẩu súng của cô. Tiếp đó, video chuyển sang cảnh Pitbull và người bạn gái ở một buổi tiệc. Đoạn cuối cùng, Pitbull dùng chiếc máy xóa trí nhớ để kết thúc video, với dòng chữ"MIB/PIT".

## Xếp hạng
| Bảng xếp hạng (2012)                                   | Vị trí cao nhất |
| ------------------------------------------------------ | --------------- |
| Úc (ARIA)                                              | 4               |
| Áo (Ö3 Austria Top 40)                                 | 1               |
| Bỉ (Ultratop 50 Flanders)                              | 8               |
| Bỉ (Ultratop 50 Wallonia)                              | 9               |
| Canada (Canadian Hot 100)                              | 4               |
| LỖI: PHẢI CUNG CẤP year CHO BẢNG XẾP HẠNG Cộng hòa Séc | 2               |
| Đan Mạch (Tracklisten)                                 | 21              |
| Pháp (SNEP)                                            | 3               |
| Đức (GfK)                                              | 5               |
| Honduras (Honduras Top 50)                             | 1               |
| Hungary (Dance Top 40)                                 | 2               |
| Hungary (Rádiós Top 40)                                | 6               |
| Ireland (IRMA)                                         | 15              |
| Mexico (Billboard Mexican Airplay)                     | 41              |
| Hà Lan (Single Top 100)                                | 84              |
| New Zealand (Recorded Music NZ)                        | 10              |
| Romania (Romanian Top 100)                             | 15              |
| Tây Ban Nha (PROMUSICAE)                               | 35              |
| Thụy Sĩ (Schweizer Hitparade)                          | 6               |
| Anh Quốc (OCC)                                         | 21              |
| UK R&B (The Official Charts Company)                   | 5               |
| US Billboard Hot 100                                   | 11              |
| US Pop Songs (Billboard)                               | 14              |
| US Rap Songs (Billboard)                               | 20              |

## Lịch sử phát hành
| Quốc gia | Ngày                | Định dạng       |
| -------- | ------------------- | --------------- |
| Thế giới | 26 tháng 3 năm 2012 | Tải kỹ thuật số |
| Đức      | 25 tháng 5 năm 2012 | Đĩa đơn CD      |